# Cauberg Cyclocross 2013 (oktober)
De 4e editie van de Cauberg Cyclocross werd gehouden op 20 oktober 2013. De renners reden een wedstrijd in Valkenburg aan de Geul op en rond de Cauberg. De wedstrijd maakte deel uit van de wereldbeker veldrijden 2013-2014. De titelverdediger was de Tsjech Martin Bína. Thuisrijder Lars van der Haar won deze editie.

## Mannen elite

### Uitslag
| Plaats | Naam                | Ploeg                     | Tijd     |
| ------ | ------------------- | ------------------------- | -------- |
| 1      | Lars van der Haar   | Rabobank Development Team | 1u02'45" |
| 2      | Kevin Pauwels       | Sunweb-Napoleon Games     | + 20"    |
| 3      | Philipp Walsleben   | BKCP-Powerplus            | + 39"    |
| 4      | Klaas Vantornout    | Sunweb-Napoleon Games     | + 48"    |
| 5      | Bart Aernouts       | AA Drink                  | + 1'00"  |
| 6      | Tom Meeusen         | Telenet-Fidea             | + 1'09"  |
| 7      | Thijs van Amerongen | AA Drink                  | + 1'20"  |
| 8      | Enrico Franzoi      | Miche-Guerciotti          | + 1'31"  |
| 9      | Bart Wellens        | Telenet-Fidea             | + 1'39"  |
| 10     | Corné van Kessel    | Telenet-Fidea             | + 1'53"  |

| Pos. | Punten | Pos. | Punten |
| ---- | ------ | ---- | ------ |
| 1    | 200    | 27   | 33     |
| 2    | 160    | 28   | 32     |
| 3    | 140    | 29   | 31     |
| 4    | 120    | 30   | 30     |
| 5    | 110    | 31   | 29     |
| 6    | 100    | 32   | 28     |
| 7    | 90     | 33   | 27     |
| 8    | 80     | 34   | 26     |
| 9    | 70     | 35   | 25     |
| 10   | 60     | 36   | 24     |
| 11   | 58     | 37   | 23     |
| 12   | 56     | 38   | 22     |
| 13   | 54     | 39   | 21     |
| 14   | 52     | 40   | 20     |
| 15   | 50     | 41   | 19     |
| 16   | 48     | 42   | 18     |
| 17   | 46     | 43   | 17     |
| 18   | 44     | 44   | 16     |
| 19   | 42     | 45   | 15     |
| 20   | 40     | 46   | 14     |
| 21   | 39     | 47   | 13     |
| 22   | 38     | 48   | 12     |
| 23   | 37     | 49   | 11     |
| 24   | 36     | 50   | 10     |
| 25   | 35     | 51-  | 5      |
| 26   | 34     |      |        |

2011 · 
2012 · 
2013 (februari) · 
2013 (oktober) · 
2014 · 
2015 · 
2016 ·
WK 2018 (februari)
 Cauberg Cyclocross · 
 Cyclocross Tábor · 
 Duinencross · 
 Citadelcross · 
 GP Eric De Vlaeminck · 
 Memorial Romano Scotti · 
 Cyclocross Nommay